# Anomiopus pereirai
Anomiopus pereirai är en skalbaggsart som beskrevs av Martinez 1955. Anomiopus pereirai ingår i släktet Anomiopus och familjen bladhorningar. Inga underarter finns listade i Catalogue of Life.